# TSV Georgii-Allianz Stuttgart
Der TSV Georgii-Allianz Stuttgart e. V. ist ein Sportverein aus Stuttgart-Vaihingen. Die erfolgreichste Mannschaft des Vereins ist die Volleyball-Mannschaft der Frauen, die aktuell in der 3. Liga Süd spielt.

## Vereinsgeschichte
Die Wurzeln des TSV Georgii-Allianz e. V. reichen bis in das Jahr 1899 zurück, als sich 17 Angestellte des Allgemeinen Deutschen Versicherungsvereins zum Beamten-Turnerclub des ADVV zusammenschlossen. Hintergrund waren Vorbereitungen zum anstehenden 25-jährigen Jubiläum der Gesellschaft. In den kommenden Jahren entwickelte sich ein Mehrspartenverein, der seit 1902 als Beamten-Turnerbund des ADVV antrat. Aushängeschild war vor allem das Vereinsheim auf der Waldau, das zu den modernsten in ganz Württemberg zählte.
1910 übernahm Max Georgii nach dem Tod des Versicherungspioniers Carl Gottlob Molt die Führung des ADVV. Max Georgii war seit seiner Kindheit selbst ein aktiver Turner und trat damit in die Fußstapfen seines Vaters Theodor Georgii, der ein prägendes Gesicht der deutschen Turnbewegung war. Als Schirmherr trug Max Georgii lange Jahre zur positiven Entwicklung des Vereins bei. Zu Ehren seines Vaters erfolgte 1925 die Umbenennung in Turnerbund Georgii e. V.
Die Hyperinflation der 1920er Jahre sorgte auch auf dem deutschen Versicherungsmarkt für Unruhe, sodass einige Versicherungsunternehmen in Schieflage gerieten. Der ADVV ging 1923 im Stuttgarter Verein auf, 1927 folgte der Zusammenschluss mit der Allianz-Versicherung. Diese hatte 1926 ihren eigenen Betriebssportverein gegründet. Unter dem Dach eines Unternehmens gab es somit zwei voneinander unabhängige Sportvereine. Erst am 10. Dezember 1932 erfolgte nach langen Verhandlungen die Fusion zum Georgii-Sportverein Allianz e. V. (später TSV Georgii-Allianz).
Mit der Einweihung des Allianz-Stadions zog der Verein 1934 nach Stuttgart-Vaihingen um, wo sich bis heute die meisten Sportstätten befinden.
Die Abteilung Schwerathletik/Gewichtheben wurde im August 2016 nach 80-jährigem Bestehen aufgelöst.
Im gleichen Jahr gab die Allianz Deutschland AG bekannt, dass auf dem Vereinsgelände in Vaihingen ein neues Bürogebäude erbaut werden soll. Im Zuge dessen wurden die Sportflächen größtenteils demoliert, zum Teil in Form von Ersatzsportflächen (Beachvolleyballfelder, Boule-Bahn und ein Kunstrasenplatz) aber auch in unmittelbarer Nachbarschaft wiederhergestellt. Durch den Wegfall der Tennisplätze sowie des Schützenhauses lösten sich die entsprechenden Abteilungen auf. Die Hallensportarten sollen ab Sommer 2025 in einer unterirdischen Dreifeld-Sporthalle eine neue Heimat finden.
Seit 2018 kooperiert der TSV Georgii-Allianz auf administrativer und sportlicher Ebene (im Jugendfußball) mit dem Nachbarverein SV Vaihingen.

## Volleyball
Die Volleyballabteilung wurde 1975 gegründet und ist im Jahr 2025, nach der Zahl der eigenen Mannschaften im Aktiven-Spielverkehr die größte in Baden-Württemberg. Insgesamt umfasst sie zehn Aktiven-Mannschaften, fünf bei den Männern und fünf bei den Frauen. Hinzu kommen Jugendmannschaften beider Geschlechter in allen Altersklassen von der U12 bis zur U20.
Die erste Männermannschaft spielte von 2013 bis zum Abstieg 2017 in der 2. Bundesliga Süd. Die Frauen spielten von 2001 bis 2008 in der 2. Bundesliga Süd und gingen nach der Meisterschaft 2008 (in einer Kooperation mit dem MTV Stuttgart als „Allianz Volley Stuttgart“) in die Bundesligamannschaft Allianz MTV Stuttgart auf. Seit 2018 spielt die erste Frauenmannschaft des TSV Georgii-Allianz in der 3. Liga Süd und gewann hier 2023 die Meisterschaft.
| Frauen   | Liga                 |  | Männer   | Liga             |
| -------- | -------------------- |  | -------- | ---------------- |
| Frauen 1 | 3. Liga Süd          |  | Männer 1 | Regionalliga Süd |
| Frauen 2 | Oberliga Württemberg |  | Männer 2 | Landesliga 1     |
| Frauen 3 | Verbandsliga 1       |  | Männer 3 | Landesliga 1     |
| Frauen 4 | Landesliga 4         |  | Männer 4 | Landesliga 4     |
| Frauen 5 | Bezirksklasse 5      |  | Männer 5 | Bezirksklasse 3  |

Von April 2007 bis Mitte 2012 kooperierte die Abteilung im weiblichen Jugendleistungssportbereich mit der Volleyballabteilung des MTV Stuttgart. Dazu wurde ein gemeinsamer Verein unter dem Namen VC Stuttgart gegründet.

## Persönlichkeiten

### Fußball
- Alexander Blessin, aktueller Bundesligatrainer
- Bianca Blöchl
- Marcel Ivanusa
- David Montero
- Helmut Fürther

### Gewichtheben
- Georg Schall, mehrfacher Seniorenweltmeister
- Helmut Schäfer (Gewichtheber), Olympiateilnehmer

### Volleyball
- Alexander Benz
- Magdalena Gryka, ehemalige Nationalspielerin
- Lena Gschwendtner
- Matthias Pompe
- Mirko Rosa
- Julia Schaefer, ehemalige Nationalspielerin
- Timon Schippmann
- Jonathan Schönhagen
- Malte Stiel
- Philip Trenkler
- Alexander Waibl, aktueller Bundesligatrainer
- Jelena Wlk
- Jan Zimmermann